# Suomen Cup 2016
La Suomen Cup 2016 è stata la 62ª edizione della coppa di Finlandia di calcio. La competizione è iniziata il 5 gennaio 2016 e si è conclusa il 24 settembre 2016 con la finale. La squadra detentrice del trofeo era l'IFK Mariehamn, che è stato eliminato al sesto turno. L'SJK ha conquistato la sua prima Suomen Cup battendo in finale l'HJK dopo i tiri di rigore.

## Formula del torneo
| Turno            | Numero di incontri | Squadre   | Entrano a questo turno                                                 |
| ---------------- | ------------------ | --------- | ---------------------------------------------------------------------- |
| Primo turno      | 7                  | 125 → 118 | 14 squadre delle serie regionali                                       |
| Secondo turno    | 40                 | 118 → 78  | 73 squadre delle serie regionali                                       |
| Terzo turno      | 20                 | 78 → 58   | -                                                                      |
| Quarto turno     | 26                 | 58 → 32   | 6 squadre di Veikkausliiga 9 squadre di Ykkönen 17 squadre di Kakkonen |
| Quinto turno     | 16                 | 32 → 16   | 6 squadre di Veikkausliiga                                             |
| Sesto turno      | 8                  | 16 → 8    | -                                                                      |
| Quarti di finale | 4                  | 8 → 4     | -                                                                      |
| Semifinali       | 2                  | 4 → 2     | -                                                                      |
| Finale           | 1                  | 2 → 1     | -                                                                      |

## Squadre partecipanti
| Veikkausliiga (12)                                                                          | Ykkönen (9)                                | Kakkonen (17) |
| HIFK HJK IFK Mariehamn Ilves Inter Turku KuPS Lahti PK-35 Vantaa PS Kemi Kings RoPS SJK VPS | EIF Haka Jaro Jazz JJK KTP KPV AC Oulu TPS | EsPa Espoo FC Åland GBK Hercules Honka Gnistan JäPS Kajaani KäPa Lahti Akatemia MP MuSa Närpes Kraft SalPa TPV TP-47 |

| Kolmonen e Serie regionali (87) |
| ACT AKT Aztecas Boda CLE EPS FJK Gnistan 2 Gnistan/Ogeli HAlku Härmä Harjun Potku HauPa HIFK 3 HIFK 4 HJK Lsalo HJS Akademia Honka Akademia HooGee/2 HPS HyPS I-HK/OMV Ilves 2 Inter Turku 2 JanPa JBK JIPPO Jokerit JoKi Jomala IK JoPS Jäppärä Kasiysi Kasiysi/Rocky KelA Kiisto Kontu Korso/United KPS Kumu Kuopion Elo LaPa Legirus Inter LehPa LoPa LPS MPS/Atletico Malmi MynPa NePa NJS NJS/2 NuPS OTP OuTa P-Iirot PaiHa Pato PEF Peimari United PeKa Pelikaani Peltirumpu PKKU PPJ PPJ/Taalerit RiPS Riverball Sääripotku SexyPöxyt SibboV SIF SJK-j Apollo SoPa SUMU SUMU-77 SUMU/sob Tampere Utd Tervarit Tolsa ToTe Töölön Taisto TP-T TuPS TuPS/Skavaboys Vesa Villiketut Wolves |

## Primo turno

### Kori 1 (Helsinki)
| Squadra 1       | Risultato          | Squadra 2     |
| --------------- | ------------------ | ------------- |
| 16 gennaio 2016 |                    |               |
| Gnistan/Ogeli   | 3 - 1              | HIFK 4        |
| 17 gennaio 2016 |                    |               |
| SUMU/Sob        | 1 - 3              | LPS           |
| 23 gennaio 2016 |                    |               |
| ToTe            | 0 - 0 (4-2 d.t.r.) | Töölön Taisto |

### Kori 2 (Uusimaa)
| Squadra 1      | Risultato | Squadra 2      |
| -------------- | --------- | -------------- |
| 5 gennaio 2016 |           |                |
| Jäppärä        | 0 - 14    | Honka Akademia |
| 9 gennaio 2016 |           |                |
| Tolsa          | 0 - 11    | NuPS           |

### Kori 3 (Turku, Åland, Satakunta)
| Squadra 1       | Risultato          | Squadra 2      |
| --------------- | ------------------ | -------------- |
| 28 gennaio 2016 |                    |                |
| PaiHa           | 0 - 0 (1-3 d.t.r.) | Peimari United |

### Kori 4 (Tampere + 1 Keski-Suomi)
| Squadra 1       | Risultato          | Squadra 2    |
| --------------- | ------------------ | ------------ |
| 23 gennaio 2016 |                    |              |
| JanPa           | 2 - 2 (3-5 d.t.r.) | HJS Akademia |

## Secondo turno

### Kori 1 (Helsinki)
| Squadra 1       | Risultato          | Squadra 2          |
| --------------- | ------------------ | ------------------ |
| 16 gennaio 2016 |                    |                    |
| SUMU            | 0 - 1              | PPJ                |
| Aztecas         | 1 - 3              | Kontu              |
| 23 gennaio 2016 |                    |                    |
| Jokerit         | 1 - 1 (5-3 d.t.r.) | SUMU-77            |
| 24 gennaio 2016 |                    |                    |
| HJK/Lsalo       | 1 - 8              | MPS/Atletico Malmi |
| 29 gennaio 2016 |                    |                    |
| PPJ/Talerit     | 0 - 2              | PEF                |
| 30 gennaio 2016 |                    |                    |
| ToTe            | 2 - 0              | HIFK 3             |
| CLE             | 1 - 2              | Vesa               |
| 31 gennaio 2016 |                    |                    |
| LPS             | 2 - 1              | HPS                |
| Gnistan/Ogeli   | 4 - 2              | Gnistan 2          |

### Kori 2 (Uusimaa)
| Squadra 1       | Risultato          | Squadra 2    |
| --------------- | ------------------ | ------------ |
| 13 gennaio 2016 |                    |              |
| JoKi            | 0 - 0 (3-5 d.t.r.) | Korso/United |
| 13 gennaio 2016 |                    |              |
| NuPS            | 1 - 1 (4-2 d.t.r.) | PKKU         |
| 23 gennaio 2016 |                    |              |
| TuPS/Skavaboys  | 1 - 1 (7-8 d.t.r.) | Pelikaani    |
| 24 gennaio 2016 |                    |              |
| Kasiysi         | 0 - 3              | HooGee/2     |
| 26 gennaio 2016 |                    |              |
| Honka Akademia  | 4 - 2              | SibboV       |
| 28 gennaio 2016 |                    |              |
| HAlku           | 0 - 5              | RiPS         |
| NJS             | 6 - 0              | HyPS         |
| Legirus Inter   | 8 - 1              | TuPS         |
| 30 gennaio 2016 |                    |              |
| Kasiysi/Rocky   | 3 - 1              | Pato         |
| NJS/2           | 1 - 3              | LoPa         |
| 31 gennaio 2016 |                    |              |
| KelA            | 1 - 2              | I-HK/OMV     |
| SexyPöxyt       | 0 - 5              | EPS          |

### Kori 3 (Turku, Åland, Satakunta)
| Squadra 1       | Risultato | Squadra 2 |
| --------------- | --------- | --------- |
| Peimari United  | [ 3 ]     | Jomala IK |
| 17 gennaio 2016 |           |           |
| AKT             | 0 - 4     | MynPa     |
| 23 gennaio 2016 |           |           |
| Inter Turku 2   | 0 - 6     | P-Iirot   |
| 29 gennaio 2016 |           |           |
| Wolves          | 3 - 1     | Boda      |

### Kori 4 (Tampere + 1 Keski-Suomi)
| Squadra 1       | Risultato          | Squadra 2 |
| --------------- | ------------------ | --------- |
| 17 gennaio 2016 |                    |           |
| NePa            | 0 - 3              | Härmä     |
| 30 gennaio 2016 |                    |           |
| Tampere United  | 5 - 2              | TP-T      |
| Harjun Potku    | 2 - 2 (3-4 d.t.r.) | Ilves 2   |
| HJS Akademia    | 6 - 0              | FJK       |

### Kori 5 (Keski-Pohjanmaa, Vaasa)
| Squadra 1       | Risultato | Squadra 2 |
| --------------- | --------- | --------- |
| 24 gennaio 2016 |           |           |
| Sääripotku      | 1 - 5     | JBK       |
| 29 gennaio 2016 |           |           |
| Kiisto          | 3 - 2     | KPS       |
| SJK-j Apollo    | 3 - 2     | SIF       |

### Kori 6 (Itä-Suomi, Kaakkois-Suomi + 1 Keski-Suomi)
| Squadra 1       | Risultato          | Squadra 2  |
| --------------- | ------------------ | ---------- |
| 10 gennaio 2016 |                    |            |
| Riverball       | 2 - 2 (7-6 d.t.r.) | Villiketut |
| JoPS            | 4 - 5              | JIPPO      |
| 17 gennaio 2016 |                    |            |
| LaPa            | 0 - 4              | Kumu       |
| 28 gennaio 2016 |                    |            |
| Kuopion Elo     | 3 - 2              | LehPa      |
| 29 gennaio 2016 |                    |            |
| PeKa            | 3 - 2              | Peltirumpu |

### Kori 7 (Pohjois-Suomi)
| Squadra 1       | Risultato          | Squadra 2 |
| --------------- | ------------------ | --------- |
| 22 gennaio 2016 |                    |           |
| Tervarit        | 4 - 0              | OuTa      |
| 23 gennaio 2016 |                    |           |
| HauPa           | 0 - 0 (4-3 d.t.r.) | SoPa      |
| 29 gennaio 2016 |                    |           |
| OTP             | 2 - 0              | ACT       |

## Terzo turno

### Kori I (Helsinki/Uusimaa)
| Squadra 1        | Risultato          | Squadra 2          |
| ---------------- | ------------------ | ------------------ |
| 6 febbraio 2016  |                    |                    |
| Pelikaani        | 0 - 8              | Korso/United       |
| 10 febbraio 2016 |                    |                    |
| HooGee/2         | 1 - 1 (2-4 d.t.r.) | Honka Akademia     |
| 11 febbraio 2016 |                    |                    |
| NJS              | 0 - 1              | Kontu              |
| 18 febbraio 2016 |                    |                    |
| Legirus Inter    | 8 - 0              | LPS                |
| PEF              | 2 - 3              | NuPS               |
| 18 febbraio 2016 |                    |                    |
| Jokerit          | 0 - 2              | Vesa               |
| 20 febbraio 2016 |                    |                    |
| Gnistan/Ogeli    | 2 - 3              | EPS                |
| LoPa             | 3 - 1              | PPJ                |
| 21 febbraio 2016 |                    |                    |
| ToTe             | 3 - 1              | I-HK/OMV           |
| Kasiysi/Rocky    | 1 - 2              | MPS/Atletico Malmi |

### Kori II (Tampere, Turku, Satakunta)
| Squadra 1        | Risultato          | Squadra 2      |
| ---------------- | ------------------ | -------------- |
| 13 febbraio 2016 |                    |                |
| Härmä            | 2 - 1              | Ilves 2        |
| 19 febbraio 2016 |                    |                |
| Wolves           | 1 - 0              | MynPa          |
| 20 febbraio 2016 |                    |                |
| Peimari United   | 2 - 1              | P-Iirot        |
| 21 febbraio 2016 |                    |                |
| HJS Akatemia     | 1 - 1 (3-5 d.t.r.) | Tampere United |

### Kori III (Itä-Suomi, Keski-Suomi, Kaakkois-Suomi + 1 Uusimaa)
| Squadra 1        | Risultato | Squadra 2 |
| ---------------- | --------- | --------- |
| 5 febbraio 2016  |           |           |
| JIPPO            | 2 - 0     | Riverball |
| 11 febbraio 2016 |           |           |
| Kumu             | 2 - 5     | RiPS      |
| 21 febbraio 2016 |           |           |
| Kuopion Elo      | 0 - 3     | PeKa      |

### Kori IV (Vaasa, Keski-Pohjanmaa, Pohjois-Suomi)
| Squadra 1        | Risultato          | Squadra 2 |
| ---------------- | ------------------ | --------- |
| 19 febbraio 2016 |                    |           |
| SJK-j Apollo     | 0 - 2              | JBK       |
| HauPa            | 0 - 0 (2-3 d.t.r.) | OTP       |
| 20 febbraio 2016 |                    |           |
| Tervarit         | 0 - 2              | Kiisto    |

## Quarto turno

### Kori 1
| Squadra 1          | Risultato | Squadra 2      |
| ------------------ | --------- | -------------- |
| 5 marzo 2016       |           |                |
| NuPS               | 0 - 6     | HIFK           |
| 6 marzo 2016       |           |                |
| ToTe               | 0 - 3     | JäPS           |
| 11 marzo 2016      |           |                |
| JIPPO              | 3 - 1     | PeKa           |
| Korso/United       | 0 - 5     | JJK            |
| 12 marzo 2016      |           |                |
| RiPS               | 0 - 8     | Lahti Akatemia |
| MPS/Atletico Malmi | 1 - 0     | Gnistan        |
| Kontu              | 1 - 4     | KäPa           |
| 13 marzo 2016      |           |                |
| Vesa               | 0 - 6     | Legirus Inter  |
| 18 marzo 2016      |           |                |
| KTP                | 1 - 2     | PK-35 Vantaa   |
| MP                 | 0 - 3     | KuPS           |

### Kori 2
| Squadra 1      | Risultato          | Squadra 2      |
| -------------- | ------------------ | -------------- |
| 5 marzo 2016   |                    |                |
| P-Iirot        | 5 - 1              | Härmä          |
| 6 marzo 2016   |                    |                |
| Tampere United | 0 - 4 (d.t.s)      | TPS            |
| 8 marzo 2016   |                    |                |
| EPS            | 2 - 2 (1-2 d.t.r.) | Honka Akatemia |
| 12 marzo 2016  |                    |                |
| SalPa          | 0 - 2              | Ilves          |
| Espoo          | 0 - 3              | Jazz           |
| FC Åland       | 1 - 4              | Inter Turku    |
| Wolves         | 0 - 2              | MuSa           |
| 13 marzo 2016  |                    |                |
| LoPa           | 0 - 5              | Honka          |
| EsPa           | 1 - 4              | Haka           |
| 19 marzo 2016  |                    |                |
| TPV            | 1 - 0              | Ekenäs         |

### Kori 3
| Squadra 1     | Risultato          | Squadra 2     |
| ------------- | ------------------ | ------------- |
| 5 marzo 2016  |                    |               |
| Oulu          | 0 - 3              | Jaro          |
| 12 marzo 2016 |                    |               |
| OTP           | 1 - 2              | Närpes Kraft  |
| JBK           | 1 - 5              | Kajaani       |
| 13 marzo 2016 |                    |               |
| GBK           | 1 - 3              | PS Kemi Kings |
| 19 marzo 2016 |                    |               |
| TP-47         | 0 - 3              | KPV           |
| Kiisto        | 2 - 2 (3-5 d.t.r.) | Hercules      |

## Quinto turno

### Kori I (etelä-itä)
| Squadra 1          | Risultato          | Squadra 2     |
| ------------------ | ------------------ | ------------- |
| 19 marzo 2016      |                    |               |
| Honka Akatemia     | 1 - 3              | HJK           |
| 22 marzo 2016      |                    |               |
| KäPa               | 0 - 2              | Inter Turku   |
| 23 marzo 2016      |                    |               |
| Honka              | 4 - 4 (6-5 d.t.r.) | TPS           |
| 24 marzo 2016      |                    |               |
| JJK                | 4 - 1              | JIPPO         |
| 26 marzo 2016      |                    |               |
| PK-35 Vantaa       | 2 - 1 (d.t.s)      | HIFK          |
| Legirus Inter      | 1 - 3 (d.t.s)      | IFK Mariehamn |
| 30 marzo 2016      |                    |               |
| Lahti Akatemia     | 2 - 4              | JäPS          |
| 1º aprile 2016     |                    |               |
| MPS/Atletico Malmi | 0 - 6              | Lahti         |
| Haka               | 0 - 0 (5-4 d.t.r.) | Ilves         |
| 5 aprile 2016      |                    |               |
| TPV                | 2 - 3 (d.t.s)      | KuPS          |

### Kori II (länsi-pohjoinen)
| Squadra 1     | Risultato          | Squadra 2    |
| ------------- | ------------------ | ------------ |
| 18 marzo 2016 |                    |              |
| Kajaani       | 4 - 0              | P-Iirot      |
| 19 marzo 2016 |                    |              |
| Jaro          | 0 - 2              | VPS          |
| 29 marzo 2016 |                    |              |
| Hercules      | 0 - 8              | RoPS         |
| 5 aprile 2016 |                    |              |
| PS Kemi Kings | 1 - 1 (4-5 d.t.r.) | SJK          |
| 2 aprile 2016 |                    |              |
| MuSa          | 0 - 5              | KPV          |
| Jazz          | 2 - 1              | Närpes Kraft |

## Sesto turno
| Squadra 1      | Risultato          | Squadra 2    |
| -------------- | ------------------ | ------------ |
| 19 aprile 2016 |                    |              |
| JJK            | 2 - 2 (1-3 d.t.r.) | Jazz         |
| KPV            | 1 - 2 (d.t.s)      | Honka        |
| 20 aprile 2016 |                    |              |
| Haka           | 4 - 1              | RoPS         |
| 21 aprile 2016 |                    |              |
| Kajaani        | 1 - 5 (d.t.s)      | HJK          |
| IFK Mariehamn  | 1 - 2              | Lahti        |
| Inter Turku    | 0 - 4              | PK-35 Vantaa |
| VPS            | 1 - 2              | SJK          |
| JäPS           | 0 - 1              | KuPS         |

## Quarti di finale
| Squadra 1      | Risultato | Squadra 2 |
| -------------- | --------- | --------- |
| 15 giugno 2016 |           |           |
| Haka           | 2 - 1     | Honka     |
| Jazz           | 0 - 1     | Lahti     |
| PK-35 Vantaa   | 1 - 3     | SJK       |
| KuPS           | 1 - 4     | HJK       |

## Semifinali
| Squadra 1      | Risultato | Squadra 2 |
| -------------- | --------- | --------- |
| 23 giugno 2016 |           |           |
| Haka           | 1 - 6     | SJK       |
| Lahti          | 0 - 3     | HJK       |

## Finale
| Arbitro: | Jari Järvinen |

|                                                                    |                      |                                                                     |
| Riski 74’                                                          | Marcatori            | 49’ Morelos                                                         |
| Lehtinen Vales Hurme Aimar Laaksonen Ngueukam Penninkangas Hetemaj | Tiri di rigore 7 – 6 | Forssell Pelvas Morelos Rafinha Tatomirović Dahlström Annan Jalasto |